# Centese Calcio 1995-1996
Questa pagina raccoglie le informazioni riguardanti la Centese Calcio nelle competizioni ufficiali della stagione 1995-1996.

## Rosa
| N. |                   | Ruolo | Calciatore          |
| -- | ----------------- | ----- | ------------------- |
|    | Italia (bandiera) | P     | Alex Adani          |
|    | Italia (bandiera) | P     | Andrea Foresti      |
|    | Italia (bandiera) | A     | Maurizio Baciocchi  |
|    | Italia (bandiera) | C     | Alessandro Binda    |
|    | Italia (bandiera) | C     | Cristiano Bolognesi |
|    | Italia (bandiera) |       | Manuel Busatti      |
|    | Italia (bandiera) | P     | Biscione Dino       |
|    | Italia (bandiera) | C     | Pietro Calicchio    |
|    | Italia (bandiera) | C     | Cristiano Caropreso |
|    | Italia (bandiera) | D     | Francesco Cattani   |
|    | Italia (bandiera) | D     | Terry Cavazzana     |
|    | Italia (bandiera) | A     | Fabio Centofanti    |
|    | Italia (bandiera) |       | Cesari              |
|    | Italia (bandiera) | D     | Alberto Conti       |
|    | Italia (bandiera) | A     | Gian Primo Costi    |
|    | Italia (bandiera) | C     | Andrea Crivellaro   |
|    | Italia (bandiera) | C     | Emanuel Dall'Abaco  |
|    | Italia (bandiera) | A     | Simone Fiaschi      |
|    | Italia (bandiera) | D     | Gianluca Guglielmi  |

| N. |                   | Ruolo | Calciatore            |
| -- | ----------------- | ----- | --------------------- |
|    | Italia (bandiera) | C     | Paolo Marchesini      |
|    | Italia (bandiera) | C     | Ulisse Masolini       |
|    | Italia (bandiera) | D     | Francesco Menghini    |
|    | Italia (bandiera) | C     | Giancorrado Montoneri |
|    | Italia (bandiera) | C     | Giovanni Musumeci     |
|    | Italia (bandiera) | A     | Raffaele Olimpio      |
|    | Italia (bandiera) | A     | Andrea Passini        |
|    | Italia (bandiera) | C     | Gianluca Pea          |
|    | Italia (bandiera) | A     | Matteo Righi          |
|    | Italia (bandiera) | P     | Pantaleo Roca         |
|    | Italia (bandiera) | P     | Massimiliano Samsa    |
|    | Italia (bandiera) | C     | Vito Santeramo        |
|    | Italia (bandiera) | D     | Marco Scorsini        |
|    | Italia (bandiera) | D     | Stefano Sermenghi     |
|    | Italia (bandiera) | D     | Luca Zoni             |
|    | Italia (bandiera) |       | Zuttino               |